# Kanada na Zimních olympijských hrách 2010
Kanada se účastnila Zimní olympiády 2010. Zastupovalo ji 201 sportovců (113 mužů a 88 žen) v 15 sportech.

## Medailisté
| Medaile | Jméno | Sport                | Soutěž                      |
| ------- | --- | -------------------- | --------------------------- |
| Zlato   | Alexandre Bilodeau | Akrobatické lyžování | Muži boule                  |
| Zlato   | Maëlle Rickerová | Snowboarding         | Ženy snowboardcross         |
| Zlato   | Christine Nesbittová | Rychlobruslení       | Ženy 1 000 m                |
| Zlato   | Jon Montgomery | Skeleton             | Muži                        |
| Zlato   | Tessa Virtueová Scott Moir | Krasobruslení        | Taneční páry                |
| Zlato   | Ashleigh McIvorová | Akrobatické lyžování | Ženy ski cross              |
| Zlato   | Kaillie Humphriesová Heather Moyseová | Boby                 | Dvojbob                     |
| Zlato   | Meghan Agosta Gillian Apps Tessa Bonhomme Jennifer Botterill Jayna Heffordová Haley Irwin Rebecca Johnston Becky Kellar Gina Kingsbury Charline Labonté Carla MacLeod Meaghan Mikkelson Caroline Ouelletteová Cherie Piper Marie-Philip Poulin Colleen Sostorics Kim St-Pierre Shannon Szabados Sarah Vaillancourt Catherine Ward Hayley Wickenheiserová | Lední hokej          | Turnaj žen                  |
| Zlato   | Charles Hamelin | Short track          | Muži 500 m                  |
| Zlato   | Charles Hamelin François Hamelin Olivier Jean François-Louis Tremblay Guillaume Bastille | Short track          | Muži štafeta 5 000 m        |
| Zlato   | Mathieu Giroux Lucas Makowsky Denny Morrison | Rychlobruslení       | Družstvo mužů stíhací závod |
| Zlato   | Jasey-Jay Anderson | Snowboarding         | Muži paralelní obří slalom  |
| Zlato   | Kevin Martin John Morris Marc Kennedy Ben Hebert Adam Enright | Curling              | Muži                        |
| Zlato   | Patrice Bergeron Dan Boyle Martin Brodeur Sidney Crosby Drew Doughty Marc-André Fleury Ryan Getzlaf Dany Heatley Jarome Iginla Duncan Keith Roberto Luongo Patrick Marleau Brenden Morrow Rick Nash Scott Niedermayer Corey Perry Chris Pronger Mike Richards Brent Seabrook Eric Staal Joe Thornton Jonathan Toews Shea Weber                           | Lední hokej          | Turnaj mužů                 |
| Stříbro | Jennifer Heilová | Akrobatické lyžování | Ženy boule                  |
| Stříbro | Mike Robertson | Snowboarding         | Muži snowboard cross        |
| Stříbro | Marianne St-Gelais | Short track          | Ženy 500 m                  |
| Stříbro | Kristina Grovesová | Rychlobruslení       | Ženy 1 500 m                |
| Stříbro | Jessica Gregg Kalyna Roberge Marianne St-Gelais Tania Vicent | Short track          | Ženy štafeta 3 000 m        |
| Stříbro | Helen Upperton Shelley-Ann Brown | Boby                 | Dvojbob                     |
| Stříbro | Cheryl Bernard Susan O'Connor Carolyn Darbyshire Cori Bartel Kristie Moore | Curling              | Ženy                        |
| Bronz   | Kristina Grovesová | Rychlobruslení       | Ženy 3 000 m                |
| Bronz   | Clara Hughesová | Rychlobruslení       | Ženy 5 000 m                |
| Bronz   | Joannie Rochetteová | Krasobruslení        | Ženy jednotlivci            |
| Bronz   | François-Louis Tremblay | Short track          | Muži 500 m                  |
| Bronz   | Lyndon Rush Lascelles Brown Chris Le Bihan David Bissett | Boby                 | Čtyřbob                     |